# Zu den Unschuldigen Kindern (Wessiszell)

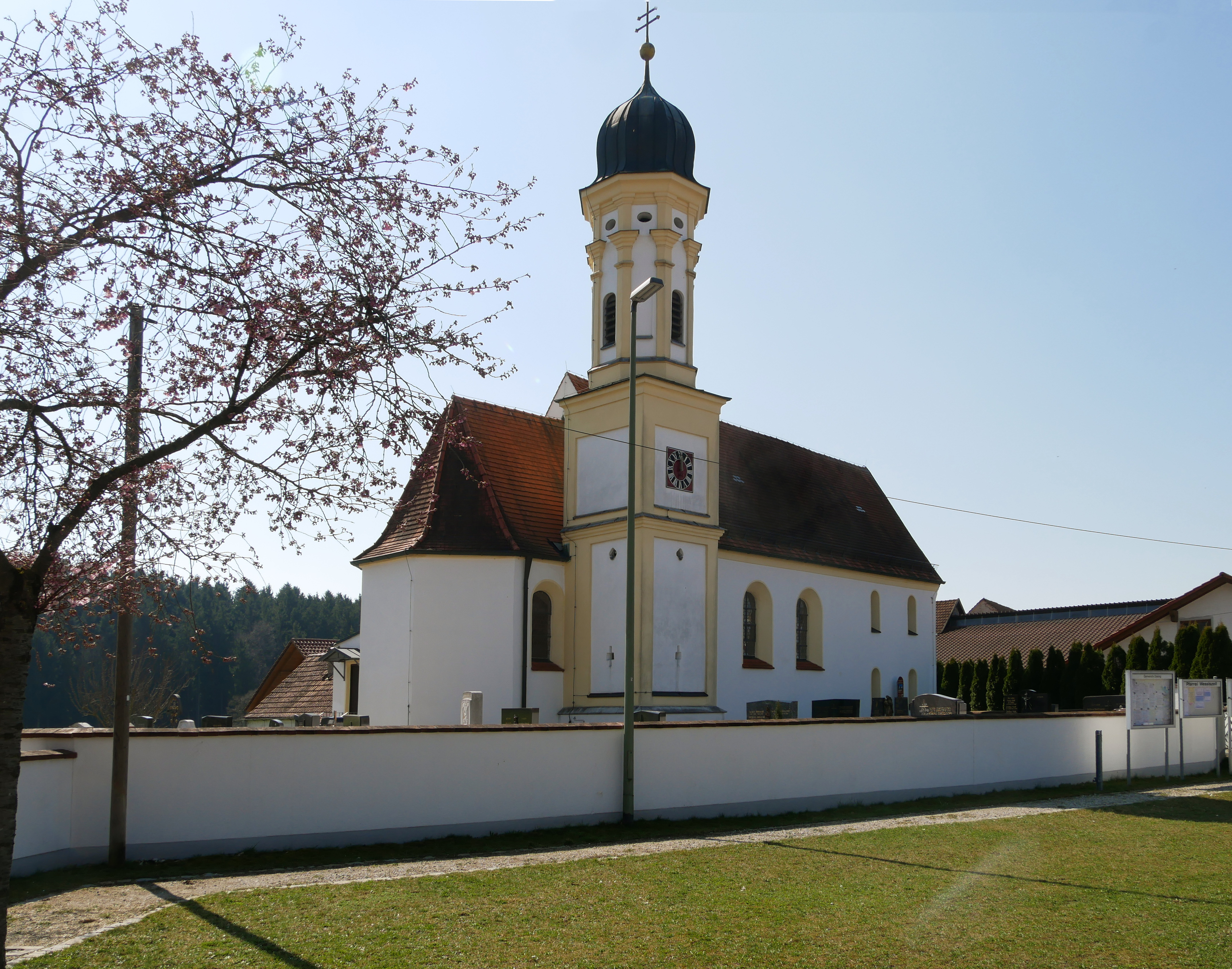
Zu den Unschuldigen Kindern in Wessiszell

Die römisch-katholische Pfarrkirche Zu den Unschuldigen Kindern ist ein Baudenkmal in Wessiszell bei Dasing.

## Geschichte
Der Vorgängerbau stammt aus dem 12. bis 14. Jahrhundert. Die Kirche wurde erstmals 1420 erwähnt. Im 15./16. Jahrhundert wurde das Langhaus erhöht. Um 1700 wurde der Bau nach Westen verlängert und das Gotteshaus barockisiert. Nach einem teilweisen Einsturz des Kirchturms wurde dieser 1712 erneuert. 1923 erfolgte eine weitere Erweiterung nach Westen. Zeitweise gab es eine kleine und regional begrenzte Wallfahrt zu dem Gnadenbild der heiligen Ottilia.

## Baubeschreibung
Bei der Kirche handelt es sich um einen flachgedeckten Saalbau mit eingezogenem Chor, welcher dreiseitig geschlossen ist. Der nördliche Turm hat einen quadratischen Grundriss und einen Oktogon-Aufsatz mit Zwiebelhaube.

## Ausstattung
Der Rahmenstuck ist aus der zweiten Hälfte des 17. Jahrhunderts. Die Fresken im Langhaus wurden 1923 erstellt. Die Ausstattung der Kirche ist aus dem Ende des 17. Jahrhunderts und wurde 1912 neubarock überarbeitet. Die Relieffiguren der Heiligen Barbara und Margaretha an der Predella des linken Seitenaltars datieren auf das Ende des 15. Jahrhunderts.